# Orde de l'Estel Oriental
L'Orde de l'Estel Oriental en anglès: Order of the Eastern Star) es un cos auxiliar maçònic que es obert tant a homes com a dones. Va ser creat en l'any 1850 per l'advocat i educador Rob Morris, un notable francmaçó. L'orde es basa en els ensenyaments de la Biblia, però tanmateix és oberta a persones de totes les creences religioses. L'orde té aproximadament 10.000 capítols en 20 països, i aproximadament 500.000 membres sota el seu gran capítol general. Els membres de l'orde han de ser majors de 18 anys, els homes han de ser mestres maçons i les dones han de tenir una relació especifica de parentesc amb algun francmaçó. Originalment, una dona havia de ser la filla, la vídua, l'esposa, o la mare d'un mestre maçó, per esdevenir membre de l'ordre. Tanmateix, actualment l'ordre permet esdevenir membres quan assoleixin la majoria d'edat a: 
- Les Filles de Job.

- Les nenes de l'Orde Internacional de l'Arc de Sant Martí.

- Les noies de l'Organització dels Triangles (només a Nova York)

- Les xicotes de la Constel·lació dels Estels Juvenils (només a Nova York)